# Martin Vydra
Martin Vydra (* 23. srpna 1991 Úvaly) je český barytonista.
Jeho prarodiče i praprarodiče se aktivně zapojovali do společenského a kulturního života v Úvalech, on sám se v rodném městě zaměřuje především na vánoční koncerty,  které jsou  jeho dílem od výběru skladeb, přes nastudování s mladými hudebními kolegy, až po dirigování.
Ke zpěvu se dostal v devíti letech díky Jiřině Markové a Dětské opeře Praha. Během studia působil externě v Pražském filharmonickém sboru, u nás i v zahraničí uskutečnil několik projektů jako součást ansámblu Martinů Voices pod vedením Lukáše Vasilka. Účinkoval v Národním divadle v Praze při pořadech "Opera nás baví", dále například s Pražskými madrigalisty, s německým barokním ansámblem Hoffkapele Schloss Seehaus v Berlíně, se Západočeským symfonickým orchestrem, Symfonickým orchestrem Českého rozhlasu či s pražským barokním ansámblem Victoria a působil také v Operním studiu Praha u Jiřiny Markové. Účastnil se masterclass na Norské hudební akademii v Oslu, spolupracuje s německým cembalistou a tenoristou Johannesem Weissem a vystupoval několikrát v Japonsku či v Brazílii. Věnuje se koncertní kariéře, ve které se soustředí na období baroka a na písňový repertoár období klasicismu a romantismu. Zároveň se profesně věnuje hře na klavír, soukromě i na koncertech doprovází sebe a své kolegy.
Město Nepomuk pravidelně reprezentuje na svatojánských koncertech v USA (New York, St. Louis, Chicago) a v Brazílii (Rio de Janeiro, Juiz de Fora, Sao Joao Nepomuceno, Leopoldina). V roce 2021 vystoupil se sopranistkou Evou Urbanovou a Komorním orchestrem Národního divadla na OPEN AIR koncertu pro 1000 lidí na nepomuckém náměstí u příležitosti výročí 300 let od blahořečení sv. Jana Nepomuckého. Koncert zároveň přenášela ČT Art. V září 2023 byl jmenován sbormistrem Dětské opery Praha.  16. září 2023 měl koncert s chlapeckým sborem Boni pueri v rámci Letního barokního festivalu coby připomínka návštěv Habsburků v Nepomuku. V únoru 2024 koncertoval 3x v USA včetně koncertu v katedrále sv. Patricka v New Yorku, přičemž spolupracoval s profesionálními americkými armádními sbory, například s West Point Glee Club a The United States Army Field Band Soldier´s Chorus. V červenci 2024 podnikl své čtvrté turné do Brazílie, kde koncertoval s orchestrem Národního divadla pod taktovkou dirigenta Claudio Cohena. V roce 2025 reprezentoval Českou republiku v Českém pavilonu na Světové výstavě EXPO 2025 v japonské Ósace.

## Fotogalerie

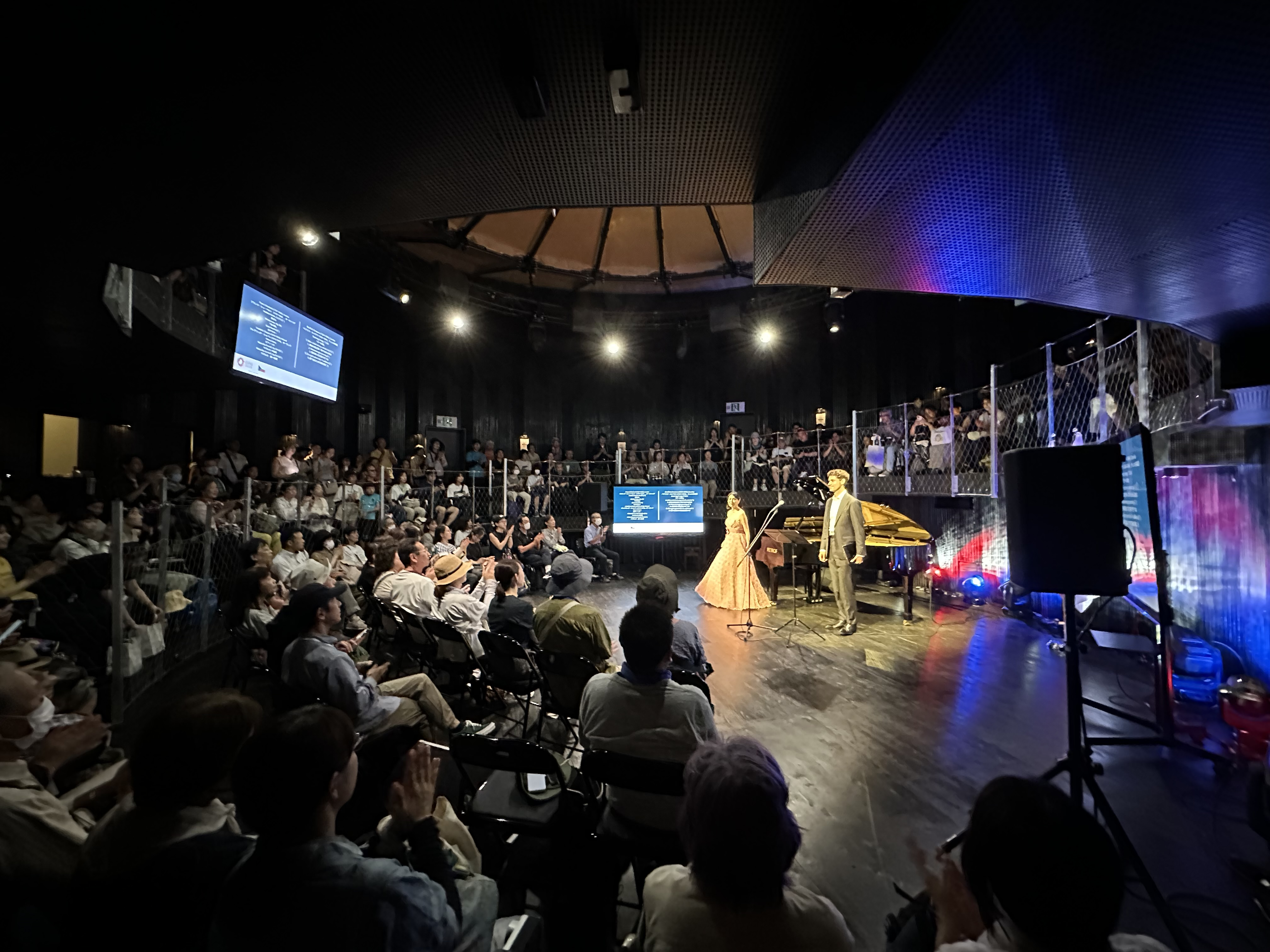
Martin Vydra a Yoshimi Kawamura Expo 2025
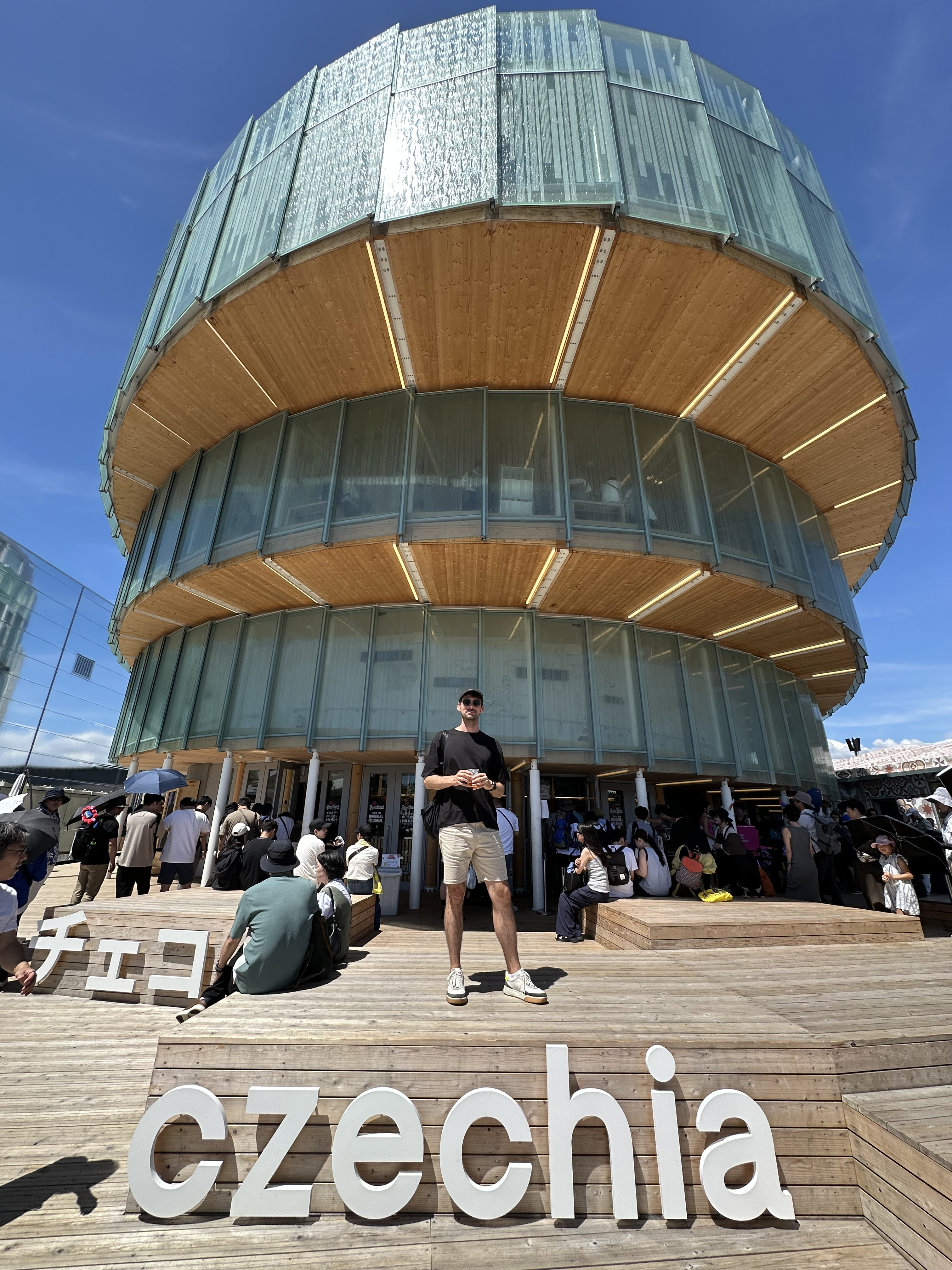
Martin Vydra před Českým pavilonem EXPO 2025
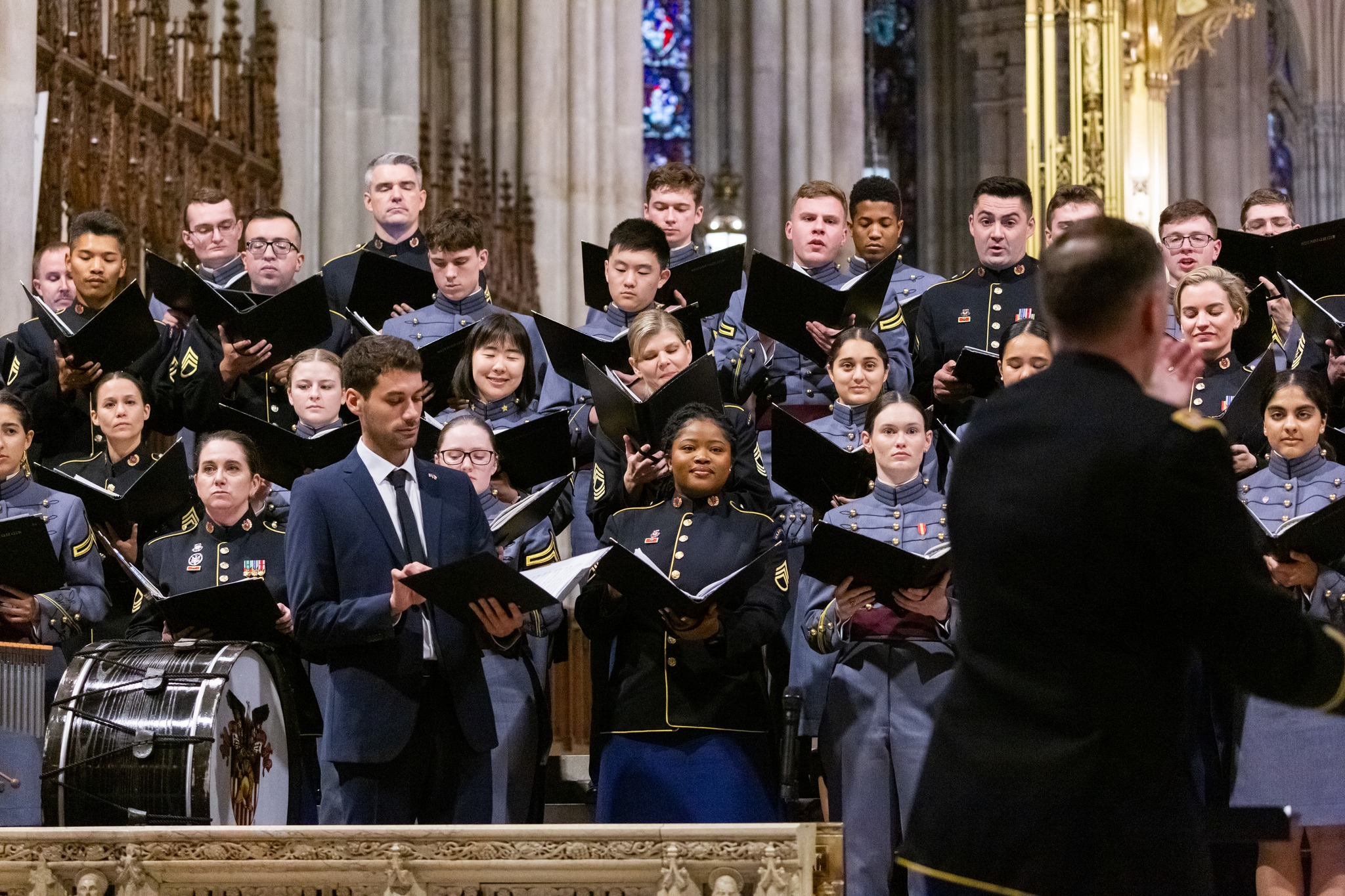
Martin Vydra - sólový koncert v katedrále sv. Patricka v New Yorku se dvěma armádními sbory